# H-IIA
El H-IIA o (H-2A) és un coet que pertany a la família de coets proveïts de combustió líquida amb la finalitat de llançar un satèl·lit artificial a òrbita geoestacionària.
És fabricat per Mitsubishi Heavy Industries (MHI) per a l'Agència Japonesa d'Exploració Aeroespacial (JAXA). Els llançaments tenen lloc al Centre Espacial Tanegashima. L'1 d'abril de 2007 la producció i la gerència van passar de JAXA a MHI. El 14 de setembre de 2007, després d'aquesta privatització, el vol 13 va enlairar el coet H-IIA amb l'objectiu de posar en òrbita lluna a la  sonda SELENE.
L'H-IIA és un derivat del coet anterior H-II, encara que s'ha ajustat substancialment per rebaixar al mínim els costos amb una millora tecnològica, l'H-II va demostrar ser massa costós i propens a tenir errors. Hi ha quatre variants del H-IIA, amb diverses capacitats.

## Història
L'H-IIA va ser llançat per primera vegada el 29 d'agost de 2001. El sisè llançament va concórrer el 29 de novembre de 2003, però va fracassar. El coet va ser pensat per llançar dos satèl·lits de reconeixement per observar Corea del Nord. JAXA va anunciar que els llançaments es reprendrien a 2005, i el primer vol amb èxit va concórrer el 26 de febrer del mateix any amb el llançament del MTSAT-1R. El primer llançament per a una missió més enllà de l'òrbita de la Terra va ocórrer el 14 de setembre de 2007, amb èxit, sent així el vol 12 amb èxit sobre 13.
Un coet amb capacitats superiors en llançament és l'H-IIB, un derivat de l'H-IIA. Aquest utilitza dos motors LI-7A en la seva primera etapa a diferència de l'H-IIA. El primer llançament de l'H-IIB es va realitzar l'any 2009.
La JAXA (Agència Espacial Japonesa) està desenvolupant el nou coet H3 amb el qual preveu substituir tant a l'H-IIA com a l'H-IIB durant la dècada del 2020.